# Américo de Campos
Américo de Campos este un oraș în São Paulo (SP), Brazilia.